# Paasstaakhalen
Paasstaakhalen is de naam van een paastraditie die bekendheid geniet in met name het Twentse Denekamp in de Nederlandse provincie Overijssel.
Met Pasen worden in sommige regio's paasvuren aangestoken. In sommige gevallen brandt er in de paasvuren ook een paasstaak mee in het vuur, zoals in Losser, Dinkelland en Denekamp. In Denekamp wordt deze opgehaald bij landgoed Singraven. Om één uur op paaszondag trekken honderden mensen vanuit het dorp naar de havezate Singraven, terwijl zij zingen: Christus is opgestanden, Daar nu het feest van Pasen is en Heden is de grootste dag.
De eigenaar wijst de boom aan, die wordt gekapt. Alle takken worden eraf gehaald, behalve de bovenste. Zingend sleept men de kale stam naar de paasbult. Met een teerton in top wordt de stam opgericht. De 'Judas', degene die samen met Karioth verantwoordelijk is voor het hele gebeuren, klimt omhoog en verkoopt de paal aan het publiek. Karioth wordt ook wel Krioter genoemd, een verbastering van de achternaam (van Judas) Iskariot. In de avond komt de bevolking bij de paasstaak en wordt deze aangestoken.

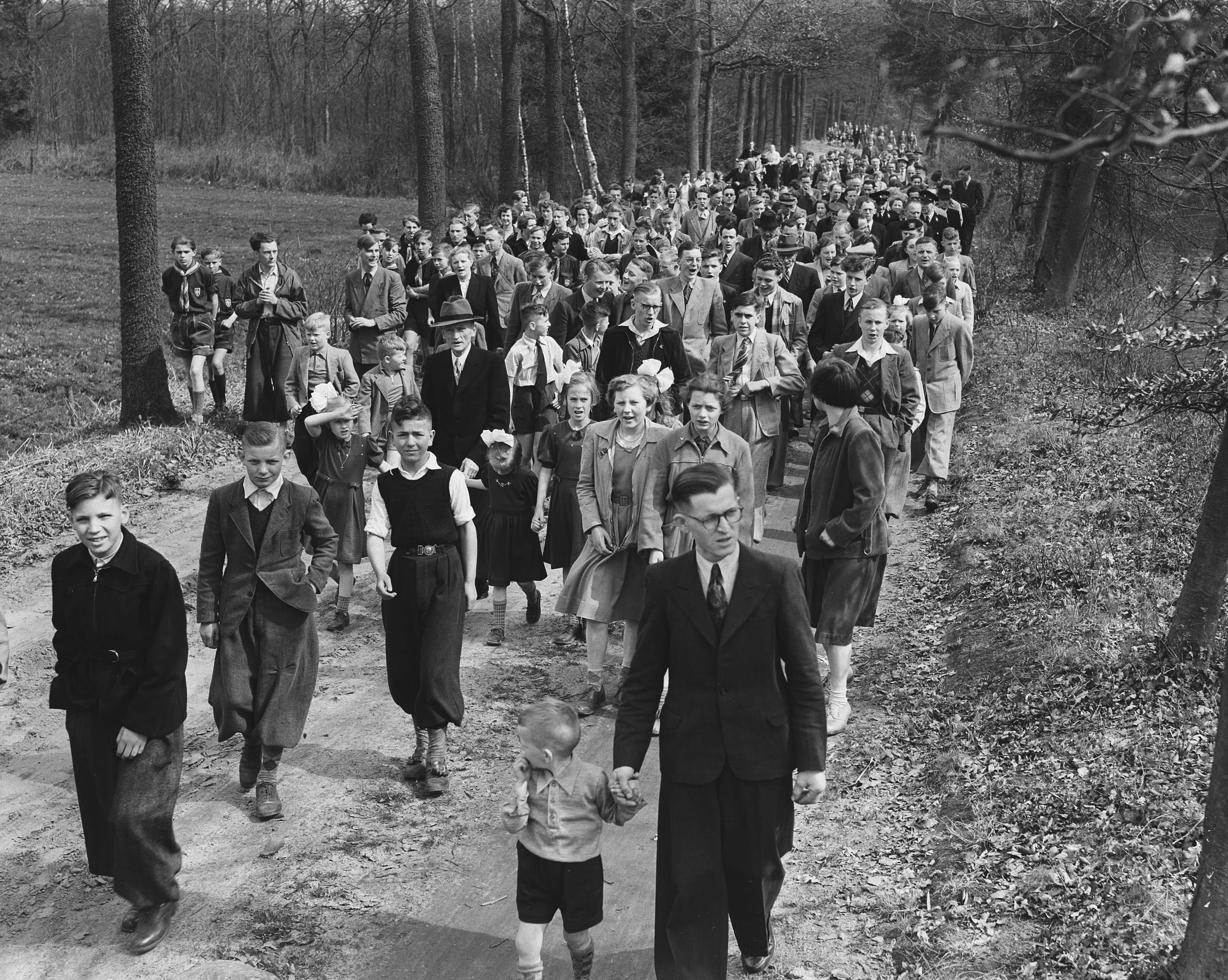
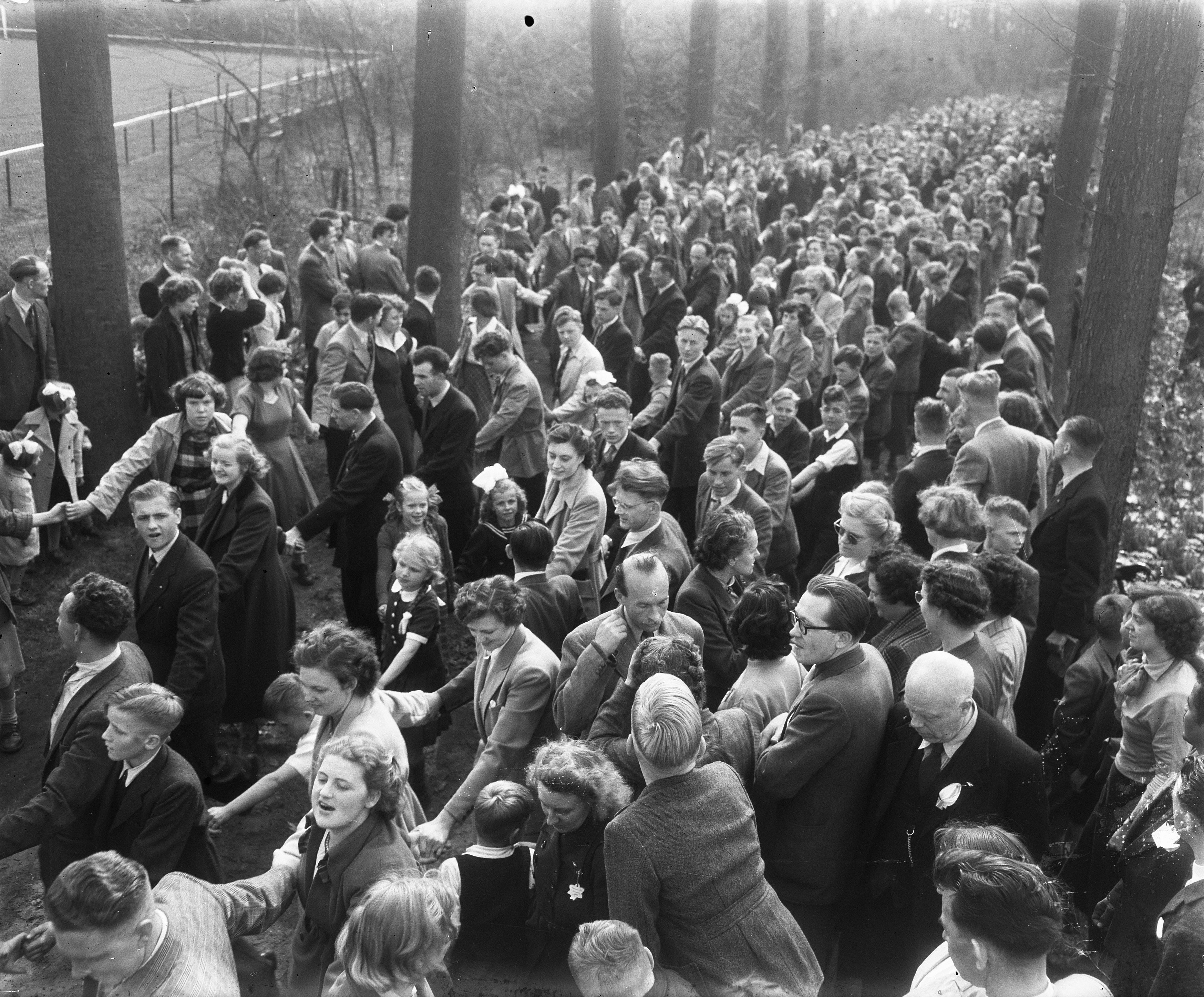
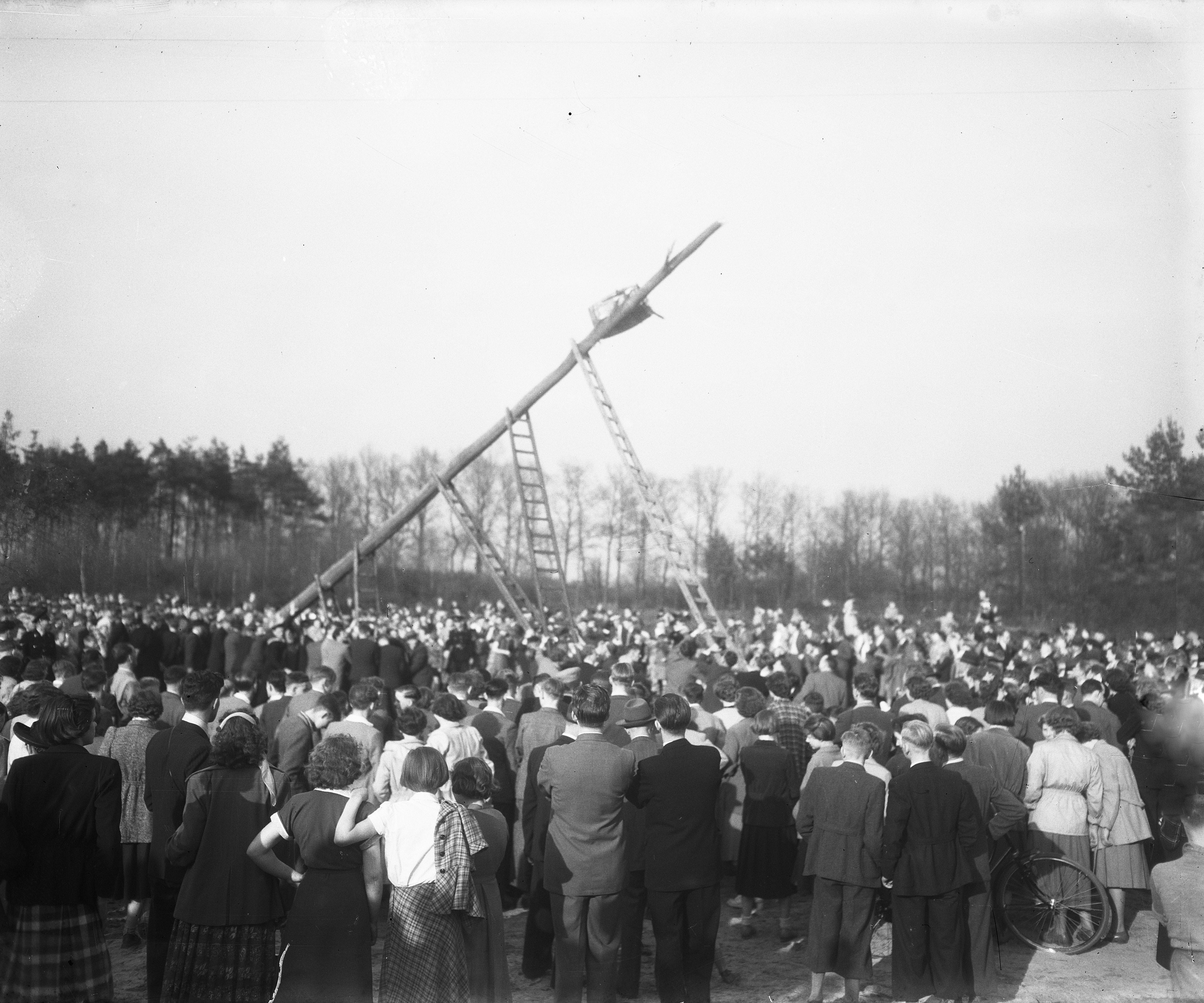
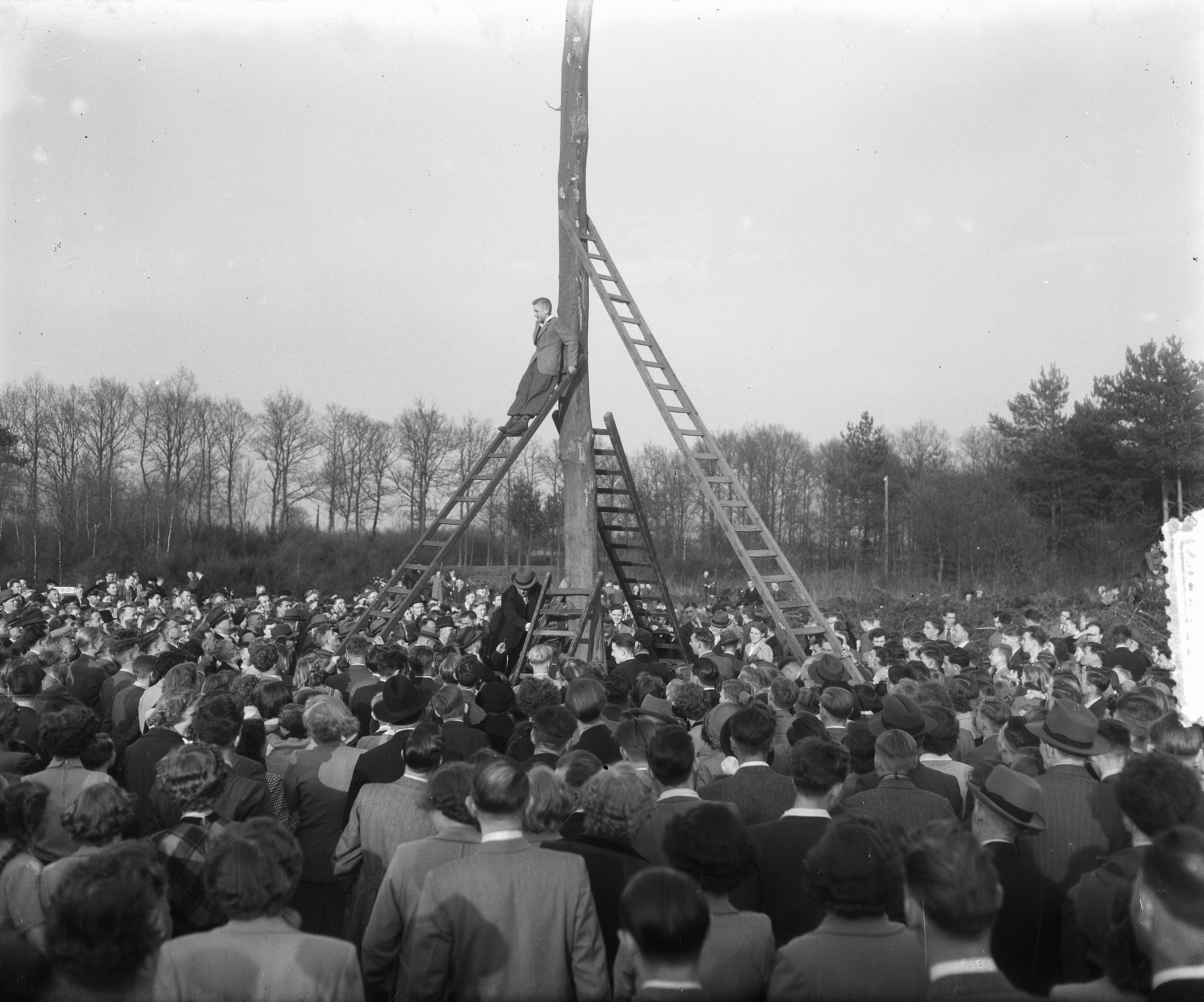